# Barleria kitchingii
Barleria kitchingii là một loài thực vật có hoa trong họ Ô rô. Loài này được Baker mô tả khoa học đầu tiên năm 1887.